# Liangzhai
Liangzhai (kinesiska: 良寨乡, 良寨) är en socken i Kina. Den ligger i den autonoma regionen Guangxi, i den södra delen av landet, omkring 320 kilometer norr om regionhuvudstaden Nanning. Antalet invånare är 13256. Befolkningen består av 6 505 kvinnor och 6 751 män. Barn under 15 år utgör 34 %, vuxna 15-64 år 55 %, och äldre över 65 år 10,0 %.
Genomsnittlig årsnederbörd är 2 073 millimeter. Den regnigaste månaden är juni, med i genomsnitt 402 mm nederbörd, och den torraste är januari, med 73 mm nederbörd.